# المپیا اسنو
المپیا اسنو (به انگلیسی: Olympia Snowe) سناتور سابق عضو حزب جمهوری‌خواه ایالات متحده آمریکا بود. وی در سال ۱۹۹۵ تا ۲۰۱۳ میلادی سناتور ایالت مین در سنای ایالات متحده آمریکا بود.